# Takutea
Takutea è un'isola appartenente all'arcipelago delle Isole Cook, localizzato 21 km a nord-ovest di Atiu.